# Offensiva della Piana di Maskanah
L'offensiva della piana di Maskanah è stata un'operazione dell'esercito siriano contro le rimanenti posizioni dello Stato Islamico (ISIS) nelle campagne orientali del Governatorato di Aleppo, con l'obiettivo di riconquistare le pianure di Maskanah e avanzare nel governatorato di Ar-Raqqah.

## Antefatto
Tra il gennaio e l'aprile 2017, l'Esercito siriano ha condotto un'offensiva che lo ha visti catturare la città di Dayr Hafir, Tadef e Al-Khafsah e quasi 250 villaggi dall'ISIS. Riuscendo anche a impedire all'Esercito turco di avanzare ulteriormente nella Siria centrale e assicurato l'approvvigionamento idrico a
Aleppo. L'offensiva fu interrotta all'inizio di Aprile, poco prima di catturare la base aerea di Jirah, dopo che le forze governative sono state reindirizzate per respingere un'offensiva ribelle contro Hama.

## L'offensiva

### Battaglia per la base aerea di Jirah
Il 9 Maggio le forze armate siriane ripresero le operazioni contro l'ISIS nella campagna orientale di Aleppo, mentre l'aeronautica miliare russa conduceva violenti bombardamenti sulle posizioni dell'ISIS. Il giorno dopo, le truppe governative catturarono il villaggio di Al-Mahdoum, dopodiché avanzarono rapidamente verso due villaggi a sud-ovest della base aerea di Jirah detenuta dall'ISIL. La cattura di questi due villaggi avrebbe dato all'esercito il controllo del fuoco sulla base aerea
. Tuttavia, l'assalto fu respinto a causa del pesante fuoco missilistico anticarro dell'ISIL,munito inoltre anche di due kamikaze e droni armati.
Il 12 Maggio, l'esercito siriano catturò la base aerea di Jirah. Le forze dell'ISIL di stanza nella piana di Maskanah lanciarono quindi un contrattacco sulla base aerea
. Il giorno dopo, dopo aver respinto il contrattacco dell'ISIS,  l'esercito siriano riprese le manovre d'attacco nella regione, catturando l'ultima collina che dominava la base aerea.

### Conquista di Maskanah
Guidato dalle Forze Tigre, l'esercito siriano ha conquistato le campagne a sud e a sud-ovest della base aerea il 17 maggio, catturando 11 villaggi.
Tra il 21 e il 24 maggio, le Forze Tigre hanno catturato altri 11 villaggi, arrivando a meno di 6 km dalla roccaforte ISIS di Maskanah.
Il 26 maggio, le Tiger Forces hanno catturato un villaggio a soli tre chilometri da Maskanah. Il mattino seguente, le Forze Tigre, insieme ai combattenti tribali di Al-Baqir, entrarono in vaste aree ad est del Lago Jabbul, catturando 11 villaggi , assicurando così la totalità del lago Jabbul al controllo governativo per la prima volta dal 2014. Lo stesso giorno, le Forze Tigre presero il controllo della stazione ferroviaria di Maskanah e di altre aree limitrofe, portandosi a 1,5 km da Maskanah . Due giorni dopo, altre avenzate videro l'esercito siriano catturare altri quattro villaggi a sud della cittadina.
All'inizio di giugno, l'esercito continuò ad aggirare Maskanah, conquistando 16 villaggi e tagliando la rotta principale di rifornimento dell'ISIS verso Maskanah. Il 3 giugno, l'Esercito Siriano, guidato dalle Forze Tigre, catturò Maskanah e i villaggi circostanti dopo che i combattenti dell'ISIS si ritirarono dalla zona, espellendo in tal modo il gruppo terroristico dall'ultima roccaforte nel governatorato di Aleppo.
 Il giorno seguente, l'esercito arrivò ai confini del Governatorato di Ar-Raqqah dopo una battaglia, durante la quale si impadronirono di due villaggi.

### Avanzata nei confini di Raqqa
Il 5 giugno, le Forze Tigre hanno catturato una mezza dozzina di villaggi nelle campagne di Masakanah, espellendo definitivamente l'ISIS dal governatorato di Aleppo. Il giorno successivo, le forze governative catturarono altri sei villaggi, rientrando ufficialmente nel governatorato di Ar-Raqqah. L'8 giugno, le difese sul lago Assad dell'ISIS si sgretolarono, provocando il ritiro del gruppo dalle aree vicine, inclusi circa altri 20 villaggi, creando una terra di nessuno tra l'Esercito Siriano e le Forze Democratiche Siriane. Alla fine della giornata, l'esercito prese il controllo di 15 di questi villaggi.

## Conseguenze – Avanzata verso Raqqa
A metà giugno, l'esercito siriano iniziò una grande avanzata nel governatorato di ar-Raqqah, raggiungendo infine la strada Ithriya-Tabqa  catturando la cittadina di Resafa.